# Michel Fardoulis-Lagrange
Pour les articles homonymes, voir Lagrange.
Michel Fardoulis-Lagrange, de son vrai nom Michel Fardoulis, est un écrivain et poète français né le 9 août 1910 au Caire et mort le 26 avril 1994 à Paris.

## Biographie
Michel Fardoulis-Lagrange est né au Caire de parents grecs. Son père, Nicolas Fardoulis (1861-1942), entrepreneur de travaux publics, était arrivé au Caire en 1883 ; il y rencontre Katerina Nicolaïdis (1880-1936). En 1912 la famille s'installe à Port-Saïd (où le petit Michel contracte la grippe espagnole), avant de retourner au Caire en 1920. En 1926, Michel Fardoulis entre au lycée français du Caire, où il a pour camarade Yannis Hadziandréas (Stratís Tsírkas). Il commence à écrire dès l'âge de quatorze ans et publie des nouvelles (en grec) dans diverses revues d'Égypte. En 1927 il fait une escapade de trois mois en Grèce avec un ami, Georges Dimos.
En août 1929, il arrive à Paris où il vit dans une grande misère - il commentera plus tard : « Quand je suis arrivé je me suis donné sans réserve à ce pays et partout j'ai été repoussé ». Il y poursuit des études de philosophie et adhère au Parti Communiste, d'où il est exclu en 1936. Néanmoins, il restera toujours fidèle à ses premiers engagements. En 1935 il rencontre Albert Bringuier, qui lui donnera ses papiers d'identité pendant l'Occupation, et avec qui il entretiendra une correspondance (publiée en 1998) jusqu'à la fin de sa vie. Il se marie deux ans plus tard et une fille, Monique, naît en 1938. Mais très vite il rencontre une autre femme, Francine de Buyl, à la Bibliothèque Sainte-Geneviève, et commence à vivre avec elle, alors qu'il entame un roman, reprenant un texte abandonné en 1930 : Le Livre de Sathras. Ils se marieront plus tard, en 1948. De cette époque jusqu'à la fin de sa vie, il ne cesse d'écrire, même pendant son emprisonnement durant l'Occupation à la prison de la Santé. En 1939 il écrit Volonté d’impuissance, puis « Les Prœtides », Sébastien, l’enfant et l’orange. Son fils Pascal naît en 1940 (il se suicidera en 1988). L'année suivante il emménage dans un petit deux-pièces au 28 rue de la Tourelle à Boulogne-Billancourt, où il habitera jusqu'en 1973. Ses premiers textes, en particulier Volonté d'impuissance, placés sous la figure tutélaire de Lautréamont, l'apparentent - à tort - au surréalisme.
La publication de son premier livre, Sébastien, l'enfant et l'orange (1942) (portant la bande d'annonce : « Des éléments obscurs de la sensibilité à l'expérience vitale »), lui vaut notamment la sympathie de Paul Éluard, Michel Leiris, Jean Lescure (qui dirige la revue poétique Messages) et Georges Bataille, auquel il rendra hommage en 1969 dans G.B. ou un ami présomptueux. Il participe alors, à partir de la fin de l'année 1942, aux réunions qui ont lieu chez Bataille, Rue de Lille, autour du projet du Collège d'Études socratiques, réunissant notamment Maurice Blanchot, Michel Leiris, Jean Lescure, Raymond Queneau, Georges Limbour et Denise Rollin, compagne de Bataille (de 1939 à 1943). Dans une préface écrite en 1943 pour Volonté d’impuissance, qui constitue le premier texte écrit sur Fardoulis-Lagrange, Leiris parle de « roman-poésie » pour qualifier Sébastien, l'enfant et l'orange et l'écriture de son auteur en général : « roman dans lequel le discours apparaît comme un ressort essentiel, conformément à ce qui est de règle en poésie, genre littéraire qui prend, semble-t-il, le langage pour élément premier », si bien qu'opère « une sorte de prolifération lyrique par laquelle, à chaque instant, est bouleversé le récit ; empiétement perpétuel, sur la chose narrée, de l'acte de la narration ».
En 1943, comme il est alors recherché par la police pour présomption de propagande communiste, il trouve refuge dans la maison de Bataille, à Vézelay. C'est là qu'il achève son troisième livre, Le Grand Objet Extérieur. Mais le 23 août 1943 il est arrêté en possession de faux papiers dans le métro parisien et incarcéré à la prison de la Santé. Georges Bataille, mais aussi Paul Valéry interviennent en sa faveur ; Jean Paulhan lui obtient un poste de bibliothécaire, lui évitant la déportation en Allemagne. Il est libéré par la Résistance le 17 août 1944.
Il fonde en 1945 la revue Troisième Convoi avec son ami Jean Maquet, professeur de philosophie, avec la collaboration de René de Solier et Raoul Ubac. De 1945 à 1951, cinq numéros sont publiés, auxquels collaborent notamment Antonin Artaud, Georges Bataille, Yves Bonnefoy, René Char, Charles Duits, Roger Gilbert-Lecomte, Georges Henein, Francis Picabia, Marcel Lecomte. Cette revue, dont le titre fait référence à la fameuse formule d'André Breton, « Nous, voyageurs du second convoi » (reprise des Vases communicants), Lautréamont ayant été le voyageur du premier, s'engage à faire une critique du surréalisme et ébauche une réflexion sur le langage, comme « mythe » et « grand objet extérieur », dont Fardoulis ne se départira pas. Il s'est expliqué plus tard sur l'esprit et la genèse de cette revue : « Nous avions fait une croix sur le sartrisme et le surréalisme, l'un pour sa conception de l'engagement, l'autre pour ses manifestations scandaleuses. Nous voulions nous situer ailleurs, dans le domaine de l'extériorité, c'est-à-dire dans le mythe du langage. » C'est l'époque où il rencontre aussi le peintre et illustrateur Jacques Hérold et Roberto Matta (il écrira un petit texte intitulé Sur Matta en 1970).
Durant l'été 1948, Hérold, qui s'était réfugié dans le Luberon pendant la guerre, entraîne les Fardoulis à Oppède-le-Vieux, où ils louent une maison, ayant pour voisin le sculpteur Ferdinand Marlhens (1920-2004). Dans les environs d'Oppède ils découvrent les ruines d'un monastère, la Malatière, qu'ils loueront et retaperont de 1952 à 1993. Les années 1950 sont marquées par la publication de plusieurs ouvrages, récits ou romans, mais en réalité aussi inclassables que les précédents : Les Hauts Faits (1956), Au temps de Benoni (1958), Les Caryatides et l’Albinos (1959) - avec une préface de Georges Henein, qui évoque « le trouble si peu commun et si peu communicable », « à la lisière d'une extase jamais atteinte », qui s'empare du lecteur à la lecture de Fardoulis-Lagrange : « Ce qui nous est proposé ici, c’est un témoignage sur la naissance de la démarche physique, sur le poids de la présence humaine. [...] La pensée de Michel Fardoulis-Lagrange paraît, au premier regard, porteuse de schisme et de sécession. En réalité, elle ne sépare que ce qui cache en soi une fêlure originelle. Elle réunit ce qui, de façon irréversible, est voué à l'unité. » En 1973 il emménage au 61 Avenue Mozart à Paris, grâce à une aide financière du Centre national du livre.
Au temps de Benoni (publié avec un frontispice de Jacques Hérold) se présente comme un récit autobiographique, complété en 1968 par Memorabilia (à la fois Mémoires et Anti-mémoires, dont le titre place l'ouvrage sous la double référence de Gérard de Nerval et Swedenborg, Nerval écrivant au début d'Aurélia : « Swedenborg appelait ses visions Memorabilia ; il les devait à la rêverie plus souvent qu'au sommeil. »). Mais en réalité, ces récits poétiques d'un exilé se situant à la fois dans le visible et l'invisible, il serait plus juste de parler de « fiction d'immortalité », ancrée dans l'énigmatique. Pour Robert Lebel, « l'extraordinaire tonalité des textes de Michel Fardoulis-Lagrange tient à son pouvoir de suggérer simultanément la naissance du réel et la formation de la pensée qui le réfléchit. Ce que pressentent, à travers une suite d'écrans et de miroirs, la phénoménologie ou la psychologie des profondeurs, il l'intègre dans la trame de son exposé en fines nappes vaporeuses qui tressaillent, s'étirent et, de proche en proche, imprègnent le cycle des péripéties. »
Peu à peu l'écriture s'épure, notamment dans L’Observance du même (1977), Théodicée (1984), jusqu'à incarner L'Inachèvement (1992), rejetant psychologie, images et symboles trop connotés, pour tenter le grand déchiffrement qui comblerait les failles du langage. Renvoyant aux arcanes de l'existence, affilié aux mythes antiques de la Grèce, son questionnement vacille entre poésie et philosophie, engendrant la rêverie au cœur de l'énigme. Michel Fardoulis-Lagrange écrit aussi des poèmes de forme « classique », à partir de 1979 : les Aquarelles, publiés dans diverses revues, et réunis plus tard dans le recueil intitulé Prairial (1991).
En 1983, trois ans après un voyage au Caire, il obtient enfin la nationalité française. Sa vie s'est partagée entre Paris, sa maison du Luberon et, à partir de 1972, chaque année un voyage en Grèce, souvent à Cythère d'où la famille Fardoulis est originaire. En 1992, après un ultime séjour en Grèce, il enregistre avec le journaliste Éric Bourde des entretiens radiophoniques pour France Culture. Il meurt le 26 avril 1994 à l'Hôpital de la Pitié-Salpêtrière et est inhumé dans l'ancien cimetière de La Celle-Saint-Cloud.
Il est le père de l'écrivain Laure Fardoulis, qui l'évoque dans son livre Bleu, comme la glaise (2015).
Évoquant « ce passager clandestin de la littérature contemporaine », Éric Bourde dépeint ainsi son itinéraire, « face à un horizon sans limites », et l'énigme de son œuvre : « La vérité est qu'il appartenait à d'autres cieux, qu'il n'avait l'usage ni de ce monde ni de l'autre, qu'il habitait exactement les deux ou trois arpents de prose qu'il défrichait chaque matin. L'œuvre, d'une complexité inouïe, d'un ésotérisme parfois décourageant, qu'il poursuivait avec un paisible acharnement, un remarquable mépris des contingences matérielles ou mondaines, faisait écho à des voix lointaines, des rêves antédiluviens. Elle célébrait d'étranges mystères, recoupait la trace d'anciennes divinités, marines ou solaires, paraissait s'engendrer dans les plis d'une science sacrée, d'une Gnose. [...] Fardoulis-Lagrange est un de ces guetteurs du temps, de ces capteurs d'éternité qu'on ne rencontre qu'une ou deux fois par siècle. » Misant tout sur les ressources de l’imagination poétique et du mythe, ce qui l'apparente au courant surréaliste, il s’agissait pour lui, et selon ses termes, de mettre en évidence « le scandale d'être » et de « trouver un langage approprié tenant en même temps du rêve et de la réalité. »
Selon Hubert Haddad la singularité de son œuvre, « hors conventions, sans égard pour les contrats de lisibilité ordinaire », « éclate aux premiers mots : la langue décroche des champs convenus du discours et retourne aux sources de l'oralité pour charrier en aval tous les songes des origines. À travers une mémoire en crue, le quotidien et l'intemporel mêlent leurs reflets dans l'ampleur d'un verbe qui file de rupture en surprise, de chute dans les signes en envols auguraux, toujours à l'instant natif de la présence, “non loin de l'indifférence aiguë des choses”, et cela au plus juste de ce qu'on nomme principièrement un style, l'art de s'emparer d'une langue à des fins inavouables. »

## Œuvres

### Romans
- Sébastien, l’enfant et l’orange, René Debresse, 1942 ; rééd. Le Castor Astral, 1986, avec une postface de Michel Leiris, qui est en fait une reprise de la préface à Volonté d’impuissance.
- Volonté d’impuissance, dessins de Raoul Ubac, préface de Michel Leiris, Messages / Seghers, 1944.
- Le Grand objet extérieur, Vrille, 1948 ; rééd. Le Castor Astral, 1988 (préface de Hubert Haddad).
- Les Hauts Faits, couverture illustrée par Jacques Hérold, Debresse, 1956 ; rééd. de Philippe Blanc et Francine Fardoulis-Lagrange, postface de John Taylor, coll. « Les inédits de Doucet », Gallimard, 2002.
- Au Temps de Benoni, frontispice de Jacques Hérold, Éditions du Dragon, 1958 ; rééd. Calligrammes, 1992.
- Memorabilia, Pierre Belfond, 1968 ; rééd. Mémoire du Livre, 2001 (préfaces de Robert Lebel et d'Éric Bourde).
- Théodicée, postface d'Éric Bourde, Calligrammes, 1984.

### Récits et nouvelles
- Les Années solennelles, chroniques (1945), éd. privée Mirandole, 1997.
- Goliath, couverture illustrée par Mario Prassinos, éditions Fontaine, coll. « L’Âge d’or », 1945/1948, 33 p. (repris dans Les Enfants d'Édom).
- Le Texte inconnu, Éditions de Minuit, 1948 ; rééd. José Corti, 2002.
- Les Caryatides et l’Albinos, préface de Georges Henein, Le Terrain Vague, 1959 ; rééd. José Corti, 2002.
- Les Voix (fragment de Memorabilia), gravures de Matta, Édition de luxe, Georges Visat / Le Point Cardinal, 1964.
- G.B. ou un ami présomptueux, couverture illustrée par Isabelle Waldberg, Le Soleil Noir, 1969 ; rééd. José Corti, 1996.
- Le Passeur,  frontispice de Robert Varlez, Liège, Atelier de l'agneau, 1974 (repris dans Les Enfants d'Édom).
- L’Observance du même, Puyraimond, 1977 ; rééd. José Corti, 1998.
- Elvire, figure romantique, Hôtel Continental, Rosporden, 1986 (repris dans Les Enfants d'Édom).
- Apologie de Médée, dessin de Jean-Max Toubeau, Calligrammes, 1989 ; rééd. José Corti, 1999.
- L’Inachèvement, José Corti, 1992[15].
- Théorbes et bélières, gravure de Matta, Dumerchez, 1994 (repris dans Les Enfants d'Édom).
- Les Enfants d’Édom, José Corti, 1996.
- Les Années solennelles, édition hors commerce, Mirandole, 1997.

### Poésie
- Prairial, illustrations de Nicole Vatinel, Dumerchez, 1991.
- Par devers toi, éd. hors commerce, 2003.

### Essais
- Sur Matta, gravures de Matta, édition de luxe, Belfond, 1970 ; édition ordinaire, Le Point d’Être, 1971 ; rééd. Le Capucin, 2001.

### Entretiens
- Un art divin l’oubli, entretiens avec Éric Bourde, Calligrammes, 1988.
- Série d’entretiens radiophoniques avec Éric Bourde pour France Culture, 1992.

### Correspondance
- Correspondance avec Albert Bringuier, 1942-1994, Mirandole, 1998.

### Revue
- Troisième Convoi (textes de Michel Fardoulis-Lagrange, Jean Maquet, René de Solier, Francis Picabia, Louis Richet, Pierre Fallot, Georges Henein, Georges Lambrichs, Antonin Artaud, Georges Bataille, René Char, Roger Gilbert-Lecomte, Jean Pfeiffer, Arthur Adamov, Marcel Lecomte, Raymond Michelet, Jean Grenier, Robert Crégut, Charles Duits, Yves Bonnefoy), fac-similé des cinq numéros de la revue (1945-1951), édition préparée et annotée par Philippe Blanc, Farrago, 1998.